# Isla Miniang
La isla Miniang (en inglés: Miniang Island; también conocida como isla Mimang) es una isla en el río Gambia de África Occidental que hace parte de la República de Gambia.
La isla de Miniang se encuentra directamente  aguas abajo de la islas Kai Hai. Posee unos 480 metros de largo y 130 metros de ancho. La isla es uno de los sitios favoritos para la nidificación de numerosas garzas.